# حلقه آتش (فیلم ۱۹۶۱)
حلقه آتش (انگلیسی: Ring of Fire) یک فیلم به کارگردانی اندرو ال. استون است که در سال ۱۹۶۱ منتشر شد. از بازیگران آن می‌توان به دیوید جانسن و فرانک گورشین اشاره کرد.